# Le Héros du silence

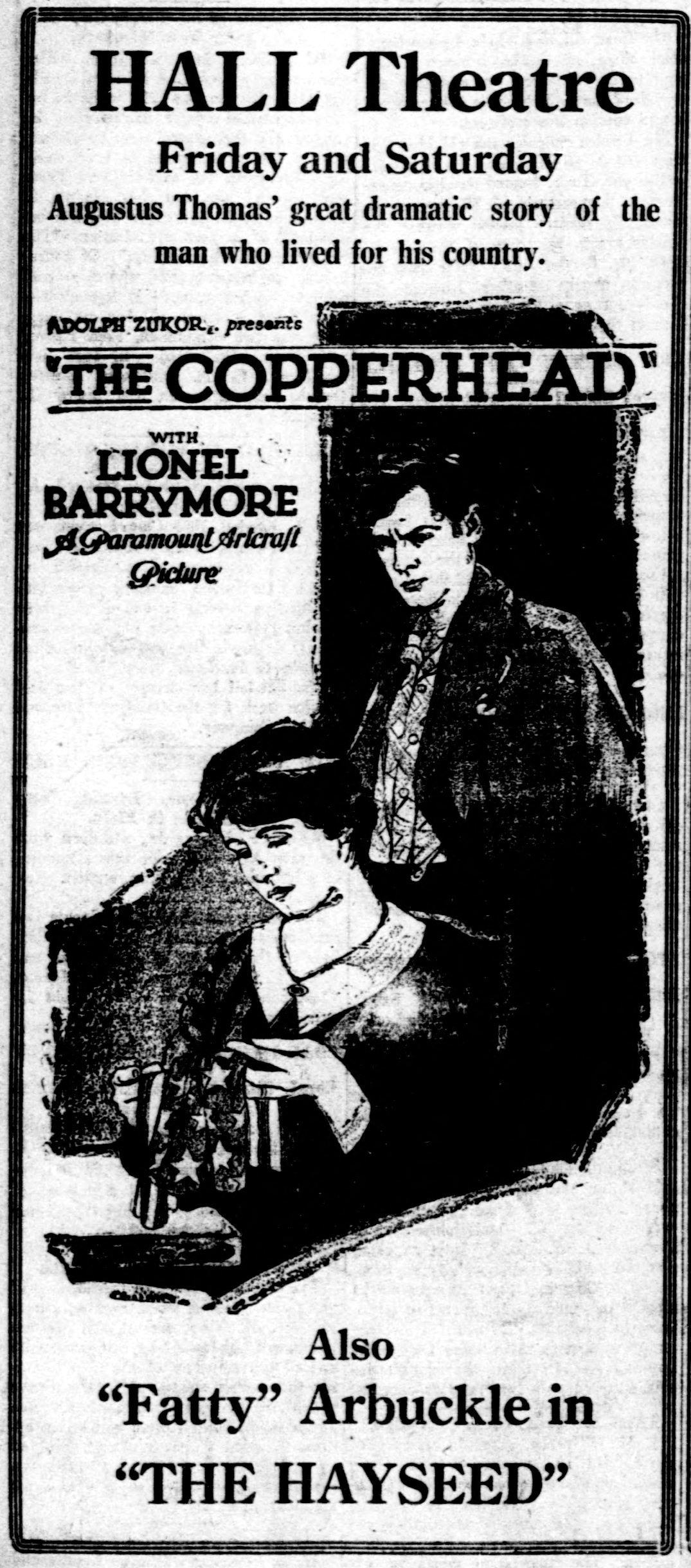
Annonce du film dans un journal de l'époque.

Le Héros du silence (The Copperhead) est un film américain réalisé par Charles Maigne et sorti en 1920. Lionel Barrymore qui tient le rôle principal avait rencontré le succès à Broadway dans la pièce dont le scénario du film est adapté.

## Synopsis
Au début de la Guerre civile américaine, le président Abraham Lincoln demande à Milt Shanks qui possède une ferme dans l'Illinois d'infiltrer un groupe des Copperheads, démocrates du Nord des États-Unis, opposés à la guerre de Sécession. Sa famille et ses amis le prennent pour un traitre.
Son fils meurt plus tard dans une bataille de la guerre civile et sa femme meurt de chagrin. Shanks passe des décennies à garder le silence sur son implication avec les Copperheads jusqu'à ce que sa petite-fille se prépare à se marier, et qu'il soit obligé d'avouer qu'il a été impliqué dans une mission secrète.

## Fiche technique
- Titre original : The Copperhead
- Titre français : Le Héros du silence
- Réalisation : Charles Maigne
- Scénario : Charles Maigne d'après la pièce d'Augustus Thomas, elle-même basée sur le roman The Glory of His Country de Frederick Landis[1]
- Producteurs : Adolph Zukor, Jesse Lasky
- Photographie : Faxon M. Dean
- Genre : Drame historique
- Distributeur : Paramount Pictures
- Durée : 7 bobines[2]
- Date de sortie :
  - États-Unis : 25 janvier 1920
  - France : 19 mai 1922[3]

## Distribution
- Lionel Barrymore : Milt Shanks

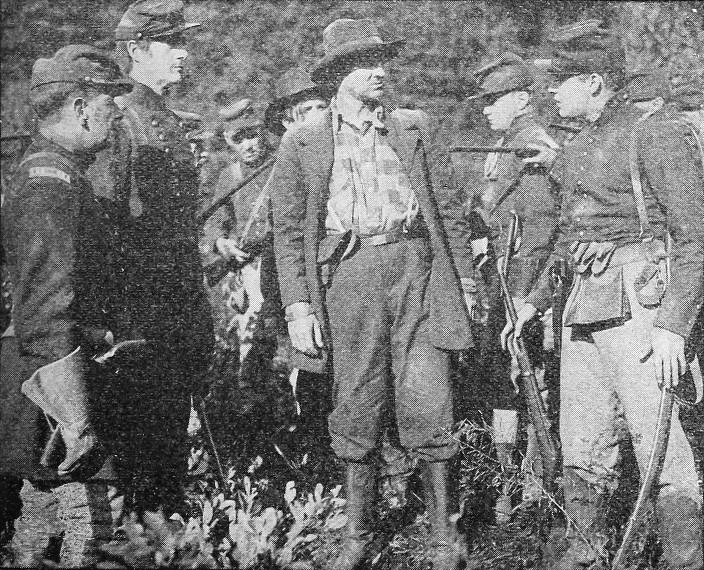
Un scène du film, Arthur Rankin est à droite de l'image.

- William P. Carleton : Lt. Tom Hardy
- Francis Joyner : Newt Gillespie
- Richard Carlyle : Lem Tollard
- Arthur Rankin : Joey
- Leslie Stowe : Brother Andrew
- Nicholas Schroell : Abraham Lincoln
- William David : Tom Hardy
- Harry Bartlett : Dr. James
- Jack Ridgeway : Theodore Roosevelt
- Mayor N.M. Cartmell : Captain Mercer
- Doris Rankin : Mrs. Shanks
- Carolyn Lee : Grandma Perley
- Anne Cornwall : Madeline
- Francis Haldorn : Elsie